# Касазе
Касазе (словен. Kasaze) — поселення в общині Жалець, Савинський регіон, Словенія. 
Висота над рівнем моря: 270,4 м.